# ジェイソン・ナーヴィー
ジェイソン・ナーヴィー （Jason Narvy、1974年3月27日 -） は、アメリカ合衆国の俳優、演出家。

## 人物
カリフォルニア州ロサンゼルス出身。同市のリー・ストラスバーグ演劇研究所で演技を学ぶ。高校時代から学生劇団で俳優・演出家として活動。劇団キャブリロ・ミュージック・シアターを経てヤング・アーティスツ・アンサンブルに所属し、舞台で俳優・演出家として活動。代表作は『パワーレンジャーシリーズ』（スカル役）で、1995年に公開された同シリーズの映画版『パワーレンジャー・映画版』で映画デビュー。
1998年からフランクリン&マーシャル大学で学び、2002年に英語の学位を取得後、カリフォルニア大学サンタバーバラ校大学院で舞台芸術の博士号を取得する。
2004年から2005年までアメリカン・シェイクスピア・センターで演出家として活動。2011年7月よりコンコルディア大学、シカゴ准教授。
パワーレンジャーで競演したポール・シュリアーは親友。映画俳優組合、British Academy of Stage and Screen Combatメンバー。

## 出演作品

### 映画
- パワーレンジャー・映画版 Mighty Morphin' Power Rangers: The Movie(1995) - ユージン"スカル"スカロヴィッチ
- パワーレンジャー・ターボ・映画版・誕生!ターボパワー Turbo: A Power Rangers Movie(1997) - ユージン"スカル"スカロヴィッチ
- ウィケッド・ゲーム Wicked Game(2000) - ガイル・リドン
- Penny(2010) - マイク
- Ark Exitus(2020) - グラハム

### 特撮
- パワーレンジャー Mighty Morphin' Power Rangers(1993 - 1996) - ユージン"スカル"スカロヴィッチ
  - 第104、105、106話「Return Of The Green Ranger」 - ブリティッシュ・キャプテン
  - 第110、111話「Wild West Rangers」 - ドク・スカロヴィッチ
- マスクド・ライダー Masked Rider(1995 - 1996) - コンバット・チョッパーの声
- パワーレンジャー・ジオ Power Rangers: Zeo(1996) - ユージン"スカル"スカロヴィッチ
  - 第23話「It Came From Angel Grove」 - 教授
- パワーレンジャー・ターボ Power Rangers: Turbo(1997) - ユージン"スカル"スカロヴィッチ、猿になったスカルの声（第3話から17話まで）
- パワーレンジャー・イン・スペース Power Rangers in Space(1998) - ユージン"スカル"スカロヴィッチ※ジェイソン・A・ナーヴィー名義
- パワーレンジャー・ロスト・ギャラクシー Power Rangers: Lost Galaxy(1999)
  - 第1話 「ギャラクシー・サーベルを求めて 前編/Quasar Quest Part I」 - ユージン"スカル"スカロヴィッチ※ノンクレジット
- パワーレンジャー・ワイルドフォース Power Rangers: Wild Force(2002)
  - 第34話 「Forever Red」 - ユージン"スカル"スカロヴィッチ
- パワーレンジャー・スーパーサムライ  Power Rangers Super Samurai(2012)
  - 第20話 （最終話）「サムライたちよ永遠に/Samurai Forever」 - ユージン"スカル"スカロヴィッチ

### 舞台
- ロミオとジュリエット Romeo & Juliet（1996、Thousand Oaks Civic Arts Plaza） - ティボルト
- ハムレット Hamlet（1997、クレイワークス・シアター・カンパニー） - レアーティーズ
- Kingdom City(2010) - ダニエル

### その他
- パワーレンジャーのすべて Mighty Morphin Power Rangers The Movie Secrets Revealed(1995)
- Power Playback: Power Rangers Funniest Moments(1998) - ユージン"スカル"スカロヴィッチ

## 参加作品

### 舞台（スタッフ）
- ハムレット Hamlet（1995、エグザエル・プロダクションズ） - 演出
- ハムレット Hamlet（1996、エグザエル・プロダクションズ） - ファイト・コレオグラファー
- ハレムレット Hamlet（1997、クレイワークス・シアター・カンパニー） - ファイト・コレオグラファー
- ロミオとジュリエット Romeo & Juliet（1998、ニューベリーパーク高校） - ファイト・コレオグラファー、ゲスト・インストラクター
- Les Liaison Dangereuses（1999、フランクリン&マーシャル大学） - ファイト・コレオグラファー
- ロミオとジュリエット Romeo & Juliet（2001、オールセン・ミルズ高校） - ファイト・コレオグラファー、ゲスト・インストラクター
- perfectnight（2001、2003、The Legitimate Theater Company） - 演出
- The Last Stand（2002、メアリー・ボールドウィン大学） - 脚本・演出
- ハムレット Hamlet（2004、メアリー・ボールドウィン大学） - ファイト・コレオグラファー
- Pericles（2004、メアリー・ボールドウィン大学） - ファイト・コレオグラファー
- Mama, Dont Let Your Cowboys Grow Up to Be Actors（2004、メアリー・ボールドウィン大学） - 演出
- 尺には尺を Measure for Measure(2005) - 演出
- The Proposal（2007、カリフォルニア大学サンタバーバラ校） - 演出
- Tomorrowland（2007、カリフォルニア大学サンタバーバラ校） - ファイト・コレオグラファー
- An Off-White Afternoon （2008、The Legitimate Theater Company） - 演出
- 十二夜 Twelfth Night（2008、カリフォルニア大学サンタバーバラ校） - ファイト・コレオグラファー
- Julius Caesar（2010、カリフォルニア大学サンタバーバラ校） - ファイト・コレオグラファー
- The House of Bernarda Alba（2010、カリフォルニア大学サンタバーバラ校） - ファイト・コレオグラファー

### 映画（スタッフ）
- Ark Exitus(2020) -　助監督、アシスタント・プロデューサー、セットドレッサー

### テレビドラマ（スタッフ）
- パワーレンジャー Mighty Morphin' Power Rangers(1995) - セカンド助監督（第104 - 106話）